# Manoel Viana
Manoel Viana is een gemeente in de Braziliaanse deelstaat Rio Grande do Sul. De gemeente telt 6.954 inwoners (schatting 2009).